# 백가흠
백가흠(白佳欽, 1974년~)은 대한민국의 소설가이다. 명지대학교 문예창작과와 같은 과 대학원을 졸업했으며, 2001년 서울신문 신춘문예로 등단했다. 동생 백다흠은 문학편집가, 사진가로 둘은 2014년 ‘책과 삶’에 공동으로 ‘백(白) 형제가 그린 작가의 초상’을 연재한 바 있다. 작품의 주제는 살인, 동성애 등으로 대체로 어둡고 그로테스크하다. 현재 계명대학교 문예창작학과 교수로 재직중

## 주요 작품

### 소설집
- 《귀뚜라미가 온다》
- 《조대리의 트렁크》
- 《힌트는 도련님》
- 《사십사》

### 장편소설
- 《향》
- 《마
- 《나프탈렌》

## 어록
- 2013년 10월 17일 한국문화예술위원회 대회의실에서 개최된 ‘변화하는 문학환경, 변화를 향한 문학의 모색’ 좌담에서 문예창작과 재학 중 교수와의 연줄이 없으면 등단이 불가능했고, "책을 읽어야 했는데 우리는 테크닉만 길렀다"며 한국 사회의 작가 양성 구조를 비판하였다.[5]

| “ | 제가 학교 다닐 때 시스템이 그랬어요. 학교마다 선생님이 있고 연을 맺지 못하면 거의 등단이 불가능했어요. 한 학교를 예로 들면 국문과 강의인데 국문과 학생은 절반 정도였어요. 나머지는 인문대 애들. 첫 시간에 그 애들에게 제가 ‘소설을 너네가 좀 쓰면 안 되냐?’라고 했어요. 문창과에서 진짜 작가가 되기까지의 여정을 보면 인문학적 소양이 뒷받침될 수 있는 시스템이 지금도 부족해요. 제가 데뷔하고 처음 느꼈던 문제의식도 그거였거든요. 책을 읽어야 했는데 우리는 테크닉만 길렀어요. 합평을 하는데 작품을 집어 던지고 나가는 게 자연스러운 분위기였어요. 따로 소모임을 해도 선배가 분필을 잡고 평가를 해줬단 말이죠. 도제교육의 문제가 그대로 가는 거예요. 저희 학교에서 데뷔한 친구가 소설만 몇 십 명이에요. 그런데 그중 서너 명만 실제로 활동해요. 여기까지가 문창과가 배출하는 작가 시스템의 한계라고 봐요. 지금 제가 느끼기에는 지금 활동하는 젊은 작가들은 비율적으로 볼 때도 문창과 출신이 적어요. 학과의 최종 목표가 데뷔에 맞춰져 있었어요. 기본 커리큘럼이 인문학적 소양이 아니라 데뷔하는 게 목적이라는 거죠. | ” |